# おもしろサンデー
『おもしろサンデー』は、読売テレビほかで放送されていたバラエティ番組。製作局の読売テレビでは1982年5月16日から1992年3月29日までのおよそ10年、毎週日曜 22時30分 - 23時30分（日本標準時）に放送。大阪ガスの一社提供で放送されていた時期と、複数社による提供で放送されていた時期とがある。

## 出演者

### 司会
- 桂文珍
- 由紀さおり

### リポーター
- 桂べかこ（現・三代目桂南光）
- 斎藤ゆう子
- 辛坊治郎（読売テレビアナウンサー〈当時〉・解説委員）
- 大谷昌子
- 萩原章嘉（読売テレビアナウンサー）
- 植村なおみ（読売テレビアナウンサー〈当時〉）
- 山西惇

### コメンテーター
- 谷沢永一
- 高市早苗

### フレッシュリポーター
オーディションで選ばれた一般人リポーターで、任期は1年間。これを足がかりに芸能界へ進出した者もおり、このうち当時大学生だった武内陶子は後に日本放送協会（NHK）に就職している。

### なんでもランキング
- 東野博昭 - あたらしさん
- 加納健男 - くらがりさん
- ミヤ蝶子
- 宮川花子

## スタッフ
- 構成 - 加藤卓、疋田哲夫、加納健男、東野博昭、近藤悦子、北村誠人
- 美術 - 池田龍介、木田昌秀、板坂晉治、伊加田隆司
- 技術 - 川頭実、小野三治男、門田正雄、野村武史、西井信夫
- 音声 - 鈴木輝彦、木下裕正、高添優
- 照明 - 三石日出夫、笠井宏一、浜野眞治
- 編集 - テレコープ
- 音効 - サウンドエフェクト
- VTR取材 - 大阪共同テレビ
- チーフディレクター→プロデューサー - 小谷松和弘
- ディレクター 
  - （東通企画）十河壮吉、安田貞夫、津田幸一、酒巻正幸
  - （YTV）山岸正人、富田求
- 制作（チーフ・プロデューサー） - 広田基
- 制作協力 - 東通企画
- 制作著作 - よみうりテレビ

## レギュラーコーナー
- オープニング
大阪の夜景（空撮）をバックにテーマ曲が流れ、「おもしろサンデー 〇月〇日」のタイトル→当日放送の内容紹介→「制作著作・よみうりテレビ」のテロップが流れた後、出演者の挨拶→最初のコーナーへとつなぐ。
- なんでもランキング
- 歌のコーナー
基本的にゲスト歌手が生で新曲を歌唱するが、由紀さおりが新曲を発表する際は当番組で披露したこともあった。

## テーマ曲
- スパイラルドリーム（演奏 - COSMOS-keyboards trio-＝土居慶子（現・松居慶子）、海江田ろまん、田中裕美子）：初代テーマ曲（番組開始～1990年まで）
- Theme from "Love Machine"（演奏　中村幸代）：3代目テーマ曲（1990年10月頃～番組終了まで）

## 同時ネット局
中京テレビ
『景山民夫の大人気セミナー』終了から『ヴィヴィアン』放送開始までのつなぎ番組として、1987年4月19日から同年9月20日まで放送。中京テレビの放送エリアは大阪ガスのサービス圏外であるため、ローカルスポンサーによる提供で放送されていた。
広島テレビ
途中からネットを開始し、以後は最終回まで放送。広島テレビの放送エリアも大阪ガスのサービス圏外であることから、複数のローカルスポンサーによる提供で放送されていた（同業者の広島ガスグループも提供クレジットに名を連ねていた）。また、同局で放送されていた提供クレジットは、本来のオープニングの前（読売テレビで大阪ガスのオープニングキャッチを放送した時間帯）にブルーバックで番組タイトルロゴとスポンサー名を表示し、その状態でテーマ曲の「スパイラルドリーム」を流すというものだった。

## 関連書籍
- おもしろサンデー（1983年12月28日発売、編集 - よみうりテレビ、発売 - NGS、ISBN 4-915112-06-3）